# Ángel Pavlovsky
Gregorio Ángel Pavolotzky Finkel (Rivera, Argentina, 1941), conocido artísticamente como Ángel Pavlovsky, es un actor y director de teatro hispano argentino radicado en Barcelona, especialmente conocido por su personaje de «La Pavlovsky» durante los años setenta y ochenta. También ha trabajado como coreógrafo, bailarín y colaborador de programas de radio y televisión.
Sus espectáculos son a menudo obras en solitario en las que interpreta a varios personajes masculinos y femeninos, usando maquillaje y disfraces. En ellos hace uso de recursos irónicos y humorísticos, así como de diálogo con el público al modo del cabaret, y canta de forma ocasional.

## Biografía

### Inicios
Ángel Pavlovsky nació en Rivera, un pueblo en la provincia de Buenos Aires, en 1941. Hijo y nieto de emigrantes rusos, empezó a trabajar a los 12 años, a la vez que estudiaba, para poder llevar el mismo ritmo de vida que sus amigos más ricos. En sus propias palabras, fue buen estudiante, el mejor de la clase, aunque posteriormente dejó de estudiar para «adaptarse» a sus amigos y ser aceptado.  En una entrevista, Pavlovsky explica que le marcó mucho un profesor que le convenció de que no se debía memorizar todo, sino que había que entenderlo; le fue muy bien en la escuela pero, posteriormente, en el teatro, no tenía la costumbre de memorizar, por esto comenzó a improvisar y a hacer espectáculos en solitario y más dinámicos. Pavlovsky siempre se ha considerado de izquierdas. 
A los 18 se fue a vivir a Buenos Aires con el objetivo de estudiar arquitectura, pero, una vez allí, se interesó más por el mundo del espectáculo y empezó trabajando como extra de ópera en el Teatro Argentino de La Plata. Sus amigos le convencieron de que su futuro estaba en el teatro, como actor. Su primer papel como actor lo hizo dirigido por Víctor García. Más tarde bailó danza contemporánea en el teatro Colón de Buenos Aires y posteriormente hizo de mimo de la ópera de cámara. Decidió que lo que más le gustaba era crear él mismo los personajes y las situaciones, y empezó a hacer espectáculos diversos, a veces solo, otras con bailarines, etc. Desde Argentina conoció el mayo de 1968, ese año actuó en el filme El gran robo dirigido por Rossano Brazzi y el año siguiente marchó a París y a España, para participar en el movimiento. En este viaje conoció mejor las ideas de izquierdas y las novedades artísticas. En 1970 volvió a Buenos Aires, pero ya no era el mismo. 

### Años setenta
En 1973 volvió Juan Perón a Argentina y Pavlovsky, que estaba representando con éxito Con pelos y señales en Buenos Aires, decidió instalarse en Barcelona, donde vive y desarrolla su carrera profesional hasta la actualidad. Enseguida conoció a Joan Manuel Serrat, Quico Pi de la Serra, Lluís Llach, entre otros, y de hecho vive en el piso donde antes vivía Lluís Llach. En esta época vio que en un local de Madrid había un espectáculo con mucho de éxito, en el cual, desafiando a la censura, unos chicos se vestían de mujer y hacían play back de Liza Minnelli, Marlene Dietrich, etc. Cuando venían los censores, cambiaban los disfraces por uno de payaso. Esto inspiró a Pavlovsky, pero él no se consideraba lo suficiente bueno como imitador, y además quería explicar cosas, y comenzó a hacer espectáculos dónde se vestía de mujer, cantaba y hablaba de sus cosas. 
En los años 1970 se hizo muy popular gracias al personaje de La Pavlovsky, una estrella proletaria que interpretó en diferentes montajes, con la cual no tardó en llegar a las portadas de las revistas y a convertirse en un icono homosexual cuando, según él, "no estaba de moda serlo" y a pesar de ser bisexual. En Barcelona añadió ideas progresistas a sus espectáculos, con textos y canciones que hablaban de lo que pasaba en el mundo, y empezó a hacer actuaciones más sofisticadas. Comenzó en el Barcelona de Noche, un local no muy apreciado en la época, pero al que iba alta burguesía de la ciudad, a la salida de la ópera. Algo más tarde, Pavlovsky iba a buscarlos directamente, actuando en hoteles sofisticados y de prestigio, como el Ritz, y así pudo empezar a actuar en los teatros de la ciudad. Hizo espectáculos solo o con orquestas y bailarinas, de pequeño y gran formato.

### Últimas décadas
En 2003, con motivo de la inauguración de la sala de la Princesa del Teatro María Guerrero de Madrid, el Centro Dramático Nacional le invitó a participar con su espectáculo Alas furtivas a un ciclo de monólogos de grandes figuras de la escena. Lo representó de nuevo en el Teatro Español de Madrid en 2009, donde volvió en 2010 con un nuevo espectáculo, Angelhada.
En 2018, realizó cinco funciones en el teatro La Gleva de Barcelona con motivo del rodaje de la película ¿Qué fue de Pavlosky?, dirigida por Albert de la Torre y estrenada el año siguiente en el festival DocsBarcelona.En la actualidad reside como jubilado en Bañolas, provincia de Gerona.

## Obra

### Como actor
- Con pelos y señales.
- Pavlovsky y su orquesta de señoritas.
- Rimel y castigo.
- Le Frigo. Representado en París con guion de Raúl Damonte Botana, Copi y dirección de Marcial di Fonzo Bo; interpretando un personaje ya interpretado anteriormente por Copi.
- Orgullosamente humilde (Barcelona, 1996). Monólogo con canciones, creado, interpretado y dirigido por Pavlosky. Premio Especial de la Crítica de Barcelona y el Premio FAD Sebastià Guasch.[10]
- Oíd, mortales (Teatreneu, Barcelona, 2002). Monólogo creado, interpretado, dirigido y puesto en escena por Pavlosky. Trata de las grandes preguntas del ser humano con humor e ironía. El título hace referencia a las dos primeras palabras del himno de Argentina, su tierra natal.
- Pavlovsky, hoy, siempre, todavía... (Madrid, 2005).
- Los Copi (s) (Teatre Lliure, Barcelona, 2007). Protagonista en el tercer acto, como una exmodelo reconvertida en escritora.
- Alas furtivas (Teatreneu, Barcelona, 2007). Monólogo de improvisación, protagonizado por un personaje masculino y sin maquillaje. En 2008 se interpretó en el teatro Español de Madrid.
- Història del soldat (Teatre Grec, Barcelona, 2008). Obra de teatro musical, de Stravinsky, en la que interpreta un soldado.
- Boeing boeing (Teatre Coliseum, Barcelona, 2009). Papel de criada rusa que acaba siendo la cómplice del señor de la casa, un arquitecto que vive en París.
- La fille du régiment (Gran Teatro del Liceo, Barcelona, 2010). Papel de duquesa de Crackentorp en la ópera de Gaetano Donizetti, dirigida por Laurent Pelly.

### Como director
- Con pelos y señales.
- Pavlovsky y su orquesta de señoritas.
- Rimel y castigo.
- Orgullosamente humilde.
- Oíd, mortales.
- Pavlovsky, hoy, siempre, todavía...
- Alas furtivas.
- Boeing Boeing.

### Como coreógrafo
- Ja-je-ji-jo-ju (2009), interpretado por Julio Baccaro, Eduardo Gualdi y Juan Carlos Puppo.